# Piatra Mare-bjergene
Piatra Mare-bjergene (ungarsk: Nagykőhavas, tysk: Hohensteingebirge) er en lille bjergkæde i Brașov County, sydøst for Brașov, Rumænien, og også tæt på feriebyen Predeal.
Geologisk set står Piatra Mare-bjergene i den sydlige ende af den store bue af de østlige Karpater og mellem den indre ring af de indre østlige Karpater og den ydre ring af de ydre østlige Karpater. Det tilstødende Postăvarul-massiv er også placeret i samme overgangsområde.
Bjergkæden består hovedsageligt af kalksten og karpatisk flysch. Klippen danner en overvejende nord-sydlig højderyg, hvorfra strukturerede sidekamme strækker sig mod vest, og stejle fald mod øst. Den højeste top, også kaldet Piatra Mare, er 1.844 moh. (selvom kilderne er forskellige med hensyn til den nøjagtige højde).

## Turisme
Siden 2015 har området været fyldt med rekreative aktiviteter, en zipline, der starter ved de ''syv kaskader'' og ender ved Dâmbul Morii.
Bjerget er et populært rekreations- og vandreområde. Ud over det træløse topområde, der tillader en uhindret panoramaudsigt i alle retninger, er de vigtigste vartegn:
- Isgrotten, Peștera de Gheață
- Seven Ladders Canyon, Canionul Șapte Scări
- Tamina-kløften, Cascada Tamina

45°33′N 25°39′Ø / 45.55°N 25.65°Ø